# Pignatta (edilizia)
La pignatta in edilizia è un elemento immerso in un conglomerato, in genere cementizio, come il calcestruzzo. 

## Storia
I Romani, abilissimi costruttori, avevano bene in mente i vantaggi derivanti da una struttura più leggera e resistente. Il Pantheon, a Roma, per esempio, ha, sul tamburo di base, delle nicchie molto grandi, il cui scopo principale è quello di togliere del materiale inutile al corretto funzionamento statico della struttura. Ciò dimostra che la tecnica costruttiva romana era già evoluta nella comprensione della necessità della leggerezza. Il concetto dell'annegare nel calcestruzzo degli elementi cavi, o degli spezzoni di materiale poroso o, comunque, più leggero del legante, sembra, però, di poco più tardo rispetto al periodo del Pantheon (II secolo d.C.): si trovano, infatti, per la prima volta, nel IV secolo d.C. delle anfore annegate nella cupola in calcestruzzo del mausoleo di Elena, a Roma, sulla via Casilina. Il mausoleo è anche noto con il nome di Tor Pignattara, proprio in virtù di questa caratteristica specifica di avere delle anfore (anche note con il nome di pignatte) annegate nella struttura. Probabilmente ispirata a soluzioni analoghe medio-orientali di cui il figlio di Elena, l'imperatore Costantino, era particolarmente affascinato, questa soluzione fu poi trasmessa ai posteri, fino ad arrivare ai nostri giorni.

## Descrizione
Nel lessico attuale, la pignatta si riferisce più strettamente all'elemento contenuto nei solai latero-cementizi, nei quali costituisce l'indispensabile ruolo di cassaforma a perdere. In quanto tale, la sua presenza non diviene parte strutturale, ma necessaria alla formazione dei "travetti". Erroneamente viene descritta come elemento tecnico per l'alleggerimento dei solai con struttura portante in calcestruzzo armato. Se servisse da alleggerimento, basterebbe non metterla in assoluto; al contrario, la sua presenza è funzionale alla realizzazione del solaio, e senza di essa non potrebbero formarsi i travetti in opera o prefabbricati. Dunque, vista la sua presenza "necessaria" e indispensabile, diviene essenziale che sia anche leggera o termoisolante, ove possibile. Questo spiega soluzioni alternative al laterizio sostituito da poliuretani o polistiroli espansi o altre formule che forniscano la massima leggerezza, conservandone il ruolo di cassaforma.

## Utilizzo in edilizia
L'utilizzo è legato principalmente agli elementi che si annegano nei solai per la formazione della cassaforma a perdere senza gravarne sul peso. Il tipo di solaio attualmente più diffuso in Italia, infatti, è formato da una serie di travetti (piccole travi) paralleli, collegate fra loro da una soletta in calcestruzzo armato (il calcestruzzo forma sia i travetti sia la soletta con un unico getto costituendo una struttura monolitica). Tra un travetto e l'altro vi è, appunto, una fila di pignatte disposte in maniera continua e contigua, in modo tale da dare all'intradosso (la parte inferiore del solaio) una superficie piana e da fornire una cassaforma a perdere per il getto del conglomerato cementizio. Se il solaio fosse fatto di un unico getto di calcestruzzo a spessore costante, senza intervallare gli elementi di alleggerimento ai travetti, si avrebbero strutture molto pesanti che dovrebbero essere sovradimensionate per reggere il proprio peso. 
Il ruolo non strutturale della pignatta la rende non partecipe, infatti, della resistenza del solaio. Si possono, difatti, realizzare anche solai nervati nei quali la struttura portante è analoga a quella dei solai laterocementizi, ma con nervature che sporgono dalla struttura. Questo tipo di solaio - presentando un intradosso non piano e richiedendo casseforme più articolate - risulta in genere più costoso e inadatto a edifici che prevedono molte partizioni interne. Talvolta si utilizzano pignatte collaboranti, nelle quali la parte superiore del blocco laterizio ha una percentuale di foratura inferiore e può quindi fornire una collaborazione alla resistenza statica del solaio. Ciò è dovuto ai casi in cui, per solai di grandi luci o fortemente sollecitati, il loro spessore diviene rilevante. Dato che la "caldana" è a spessore costante (ca. 4–5 cm) ne deriva che la pignatta si troverebbe a sopportare sollecitazioni di compressione nella porzione superiore rispetto al'"asse neutro" del solaio stesso. Per cui la pignatta ha la obbligatorietà di possedere capacità di resistenza a compressione, quindi collaborante.
La pignatta, comunque, assolve anche al compito di limitare lo scambio termico tra due piani di un edificio divisi da un solaio: il laterizio forato, unico materiale che ha composto le pignatte per secoli, permetteva la creazione di micro camere d'aria che limitavano il passaggio del calore e del suono. Il loro ruolo, oggi, è soprattutto questo.
La pignatta in laterizio forato è oggi spesso sostituita da interposti di altro materiale, come polistirolo, materiali lignei, materiali plastici riciclati da altre lavorazioni. La sperimentazione da parte delle imprese del mondo dell'edilizia di prodotti innovativi per l'alleggerimento dei solai ha portato negli ultimi decenni alla implementazione di numerose soluzioni tecniche alternative.